# Ligue de diamant 2015
Navigation
La 6e édition de la Ligue de diamant (en anglais 2015 IAAF Diamond League) se déroule du 15 mai au 11 septembre 2015. Organisée par l'Association internationale des fédérations d'athlétisme, cette compétition regroupe comme lors des éditions précédentes quatorze meetings internationaux répartis sur trois continents.
La Ligue de diamant 2015 débute le 15 mai à Doha et se poursuit à Shanghai, Eugene, Rome, Birmingham, Oslo, New York, Paris-Saint-Denis, Lausanne, Monaco, Londres et Stockholm. Les finales se déroulent successivement les 3 et 11 septembre 2015 à Zurich et Bruxelles.

## Compétition

### Épreuves
| Sprint            | Demi-fond     | Fond    | Haies                                         | Sauts                                                         | Lancers                                            |
| ----------------- | ------------- | ------- | --------------------------------------------- | ------------------------------------------------------------- | -------------------------------------------------- |
| 100 m 200 m 400 m | 800 m 1 500 m | 5 000 m | 100 / 110 m haies 400 m haies 3 000 m steeple | Saut en hauteur Saut à la perche Saut en longueur Triple saut | Lancer du poids Lancer du javelot Lancer du disque |

| Place | Points | Pts (finales) |
| ----- | ------ | ------------- |
| 1er   | 4      | 8             |
| 2e    | 2      | 4             |
| 3e    | 1      | 2             |

### Calendrier
| #  | Date                  | Lieu        | Meeting                    | 100 | 200 | 400 | 800 | 1500 | 5000 | Stee | 110h | 400h | Haut | Perc | Long | Trip | Poid | Disq | Jave |
| -- | --------------------- | ----------- | -------------------------- | --- | --- | --- | --- | ---- | ---- | ---- | ---- | ---- | ---- | ---- | ---- | ---- | ---- | ---- | ---- |
| 1  | 15 mai 2015           | Doha        | Doha Diamond League        | H   | F   | F   | H   | F    | H    | F    | F    | H    | F    | H    | F    | H    | H    | F    | H    |
| 2  | 17 mai 2015           | Shanghai    | Shanghai Golden Grand Prix | F   | H   | H   | F   | H    | F    | H    | H    | F    | H    | F    | H    | F    | F    | H    | F    |
| 3  | 30 mai 2015           | Eugene      | Prefontaine Classic        | F   | H   | H   | F   | H    | F    | H    | H    | H    | H    | H    | F    | F    | H    | H    | F    |
| 4  | 4 juin 2015           | Rome        | Golden Gala                | H   | F   | F   | H   | F    | H    | F    | F    | H    | F    | H    | F    | H    | H    | F    | H    |
| 5  | 7 juin 2015           | Birmingham  | Birmingham Grand Prix      | H   | F   | F   | H   | F    | H    | F    | F    | F    | F    | F    | H    | H    | F    | F    | H    |
| 6  | 11 juin 2015          | Oslo        | Bislett Games              | F   | H   | H   | -   | H/F  | F    | H    | F    | F    | H    | -    | H    | F    | F    | H    | F    |
| 7  | 13 juin 2015          | New York    | Adidas Grand Prix          | H   | F   | F   | H/F | -    | H    | F    | H    | H    | F    | F    | F    | H    | H    | F    | H    |
| 8  | 4 juillet 2015        | Saint-Denis | Meeting Areva              | H/F | -   | H   | F   | H    | F    | H    | H    | F    | H    | H/F  | H    | F    | F    | H    | F    |
| 9  | 9 juillet 2015        | Lausanne    | Athletissima               | -   | H/F | F   | H   | F    | H    | F    | F    | H    | F    | H    | F    | H    | H    | F    | H    |
| 10 | 17 juillet 2015       | Monaco      | Meeting Herculis           | H   | F   | F   | H   | F    | H    | F    | F    | H    | F    | H    | F    | H    | H    | F    | H    |
| 11 | 24 et 25 juillet 2015 | Londres     | London Grand Prix          | F   | H   | H   | F   | H    | F    | H    | H    | F    | H    | F    | H    | F    | F    | H    | F    |
| 12 | 30 juillet 2015       | Stockholm   | DN Galan                   | F   | H   | H   | F   | H    | F    | H    | H    | F    | H    | F    | H    | F    | F    | H    | F    |
| 13 | 3 septembre 2015      | Zurich      | Weltklasse                 | F   | H   | H   | F   | H    | F    | H    | H    | F    | H    | F    | H/F  | -    | F    | H    | F    |
| 14 | 11 septembre 2015     | Bruxelles   | Mémorial Van Damme         | H   | F   | F   | H   | F    | H    | F    | F    | H    | F    | H    | -    | H/F  | H    | F    | H    |

| H | Épreuves masculines | F | Épreuves féminines |  | Finales |

## Résultats

### Palmarès 2015
Pour remporter le trophée de la Ligue diamant, l'athlète doit obligatoirement participer à la finale (Zurich ou Bruxelles), et ce dans la discipline pour laquelle il a concouru durant la saison.
| Hommes            | Hommes             | Hommes |
| ----------------- | ------------------ | ------ |
| 100 m             | Justin Gatlin      | 20 pts |
| 200 m             | Alonso Edward      | 16 pts |
| 400 m             | Kirani James       | 14 pts |
| 800 m             | Nijel Amos         | 16 pts |
| 1 500 m / Mile    | Asbel Kiprop       | 17 pts |
| 3 000 m / 5 000 m | Yomif Kejelcha     | 14 pts |
| 110 m haies       | David Oliver       | 16 pts |
| 400 m haies       | Bershawn Jackson   | 18 pts |
| 3 000 m steeple   | Jairus Birech      | 20 pts |
| Saut en longueur  | Greg Rutherford    | 21 pts |
| Triple saut       | Christian Taylor   | 22 pts |
| Saut en hauteur   | Mutaz Essa Barshim | 20 pts |
| Saut à la perche  | Renaud Lavillenie  | 21 pts |
| Lancer du poids   | Joe Kovacs         | 16 pts |
| Lancer du disque  | Piotr Małachowski  | 21 pts |
| Lancer du javelot | Tero Pitkämäki     | 17 pts |

| Femmes            | Femmes                  | Femmes |
| ----------------- | ----------------------- | ------ |
| 100 m             | Shelly-Ann Fraser-Pryce | 20 pts |
| 200 m             | Allyson Felix           | 14 pts |
| 400 m             | Francena McCorory       | 20 pts |
| 800 m             | Eunice Sum              | 24 pts |
| 1 500 m           | Sifan Hassan            | 18 pts |
| 3 000 m / 5 000 m | Genzebe Dibaba          | 16 pts |
| 100 m haies       | Dawn Harper-Nelson      | 18 pts |
| 400 m haies       | Zuzana Hejnová          | 22 pts |
| 3 000 m steeple   | Virginia Nyambura       | 15 pts |
| Saut en longueur  | Tianna Bartoletta       | 20 pts |
| Triple saut       | Caterine Ibarguen       | 28 pts |
| Saut en hauteur   | Ruth Beitia             | 14 pts |
| Saut à la perche  | Nikoléta Kiriakopoúlou  | 24 pts |
| Lancer du poids   | Christina Schwanitz     | 26 pts |
| Lancer du disque  | Sandra Perković         | 30 pts |
| Lancer du javelot | Barbora Špotáková       | 19 pts |

### Hommes

#### Courses
| # | Meeting     | 100 m                         | 200 m                             | 400 m                          | 800 m                                | 1 500 m/Mile                                 | 3 000/5 000 m                            | 110 m haies                          | 400 m haies                       | 3 000 m steeple                       |
| 1 | Doha        | Justin Gatlin 9 s 74 (WL, MR) | —                                 | —                              | Ayanleh Souleiman 1 min 43 s 78 (WL) | —                                            | Hagos Gebrhiwet 7 min 38 s 08 (WL)       | —                                    | Bershawn Jackson 48 s 09 (WL, MR) |                                       |
| 2 | Shanghai    | —                             | Alonso Edward 20 s 33             | Kirani James 44 s 46           | —                                    | Silas Kiplagat 3 min 35 s 29 (WL)            | —                                        | David Oliver 13 s 17                 | —                                 | Jairus Birech 8 min 5 s 36 (WL)       |
| 3 | Eugene      | —                             | Justin Gatlin 19 s 68 (WL MR, PB) | Kirani James 43 s 95 (WL)      | —                                    | Ayanleh Souleiman 3 min 51 s 10 (WL)(1 Mile) | —                                        | Pascal Martinot-Lagarde 13 s 06 (WL) | Johnny Dutch 48 s 20              | Ezekiel Kemboi 8 min 01 s 71 (WL, MR) |
| 4 | Rome        | Justin Gatlin 9 s 75 (MR)     | —                                 | —                              | Mohammed Aman 1 min 43 s 56 (WL)     | —                                            | Yomif Kejelcha 12 min 58 s 39 (WL)       | —                                    | Johnny Dutch 48 s 13              | —                                     |
| 5 | Birmingham  | Marvin Bracy 9 s 93           | —                                 | —                              | Nijel Amos 1 min 46 s 77             | —                                            | Thomas Longosiwa 13 min 7 s 26           | —                                    | —                                 | —                                     |
| 6 | Oslo        | —                             | Christophe Lemaitre 20 s 21 (SB)  | Steven Gardiner 44 s 64 (PB)   | —                                    | Asbel Kiprop 3 min 51 s 45                   | —                                        | —                                    | —                                 | Jairus Kipchoge Birech 8 min 05 s 63  |
| 7 | New York    | Tyson Gay 10 s 12             | —                                 | —                              | David Rudisha 1 min 43 s 58          | —                                            | Ben True 13 min 29 s 48                  | David Oliver 13 s 19                 | Javier Culson 48 s 48             | —                                     |
| 8 | Saint-Denis | Asafa Powell 9 s 81           | —                                 | Wayde van Niekerk 43 s 96 (AR) | —                                    | Silas Kiplagat 3 min 30 s 12 (WL)            | —                                        | Orlando Ortega 12 s 94 (WL)          | —                                 | Jairus Birech 7 min 58 s 83 (WL)      |
| 9 | Lausanne    | —                             | Zharnel Hughes 20 s 13            | —                              | Nijel Amos 1 min 43 s 27 (SB)        | —                                            | Mohamed Farah 13 min 11 s 77             | —                                    | Bershawn Jackson 48 s 71          | —                                     |
| 10 | Monaco      | Justin Gatlin 9 s 78 (MR)     | —                                 | —                              | Amel Tuka 1 min 42 s 51 (NR MR)      | —                                            | Caleb Mwangangi Ndiku 7 min 35 s 13 (WL) | —                                    | Bershawn Jackson 48 s 23          | —                                     |
| 11 | Londres     | —                             | Zharnel Hughes 20 s 05            | Wayde Van Niekerk 44 s 63      | —                                    | Asbel Kiprop 3 min 54 s 87                   | —                                        | Jason Richardson 13 s 19             | —                                 | Conseslus Kipruto 8 min 09 s 49       |
| 12 | Stockholm   | —                             | Alonso Edward 20 s 04             | Machel Cedenio 44 s 97         | —                                    | Ayanleh Souleiman 3 min 33 s 33              | —                                        | Orlando Ortega 13 s 18               | —                                 | Hicham Sigueni 8 min 16 s 54 (PB)     |
| 13 | Zurich      | —                             | Alonso Edward 20 s 03             | LaShawn Merritt 44 s 18        | —                                    | Asbel Kiprop 3 min 35 s 79                   | —                                        | Sergueï Choubenkov 13 s 14           | —                                 | Paul Kipsiele Koech 8 min 10 s 24     |
| 14 | Bruxelles   | Justin Gatlin 9 s 98          | —                                 | —                              | Adam Kszczot 1 min 45 s 12           | —                                            | Yomif Kejelcha 12 min 53 s 98 (WL, PB)   | —                                    | Jeffery Gibson 48 s 72            | —                                     |
| Records et Performances - AR : Record continental (area record) - CR : Record des championnats (championship record) - MR : Record du meeting (meet record) - NR : Record national (national record) - OR : Record olympique (olympic record) - PR : Record paralympique (paralympic record) - PB : Record personnel (personal best) - SB : Meilleure performance personnelle de la saison (season's best) - WL : Meilleure performance mondiale de l'année (world leader) - WJR : Record du monde junior (world junior record) - WR : Record du monde (world record) Circonstances et Conditions - DNF : N'a pas terminé (did not finish) - DNS : N'a pas pris le départ (did not start) - DQ : Disqualification (disqualification) - NM : Aucun essai valable enregistré (No Mark) - Q : Qualifié « directement » au prochain tour (ou à la prochaine compétition), lors d'une compétition majeure, grâce au classement ou à la réalisation des minima (automatic qualifier) - q : Qualifié au prochain tour (ou à la prochaine compétition), lors d'une compétition majeure, grâce au repêchage ou à la réalisation de l'une des meilleures performances parmi celles des « non qualifiés directement » (grâce au meilleur temps ou à la meilleure distance par exemple) (secondary qualifier) |             |                               |                                   |                                |                                      |                                              |                                          |                                      |                                   |                                       |

#### Concours
| # | Meeting     | Saut en longueur         | Triple saut                           | Saut en hauteur                    | Saut à la perche                   | Lancer du poids             | Lancer du disque               | Lancer du javelot                |
| 1 | Doha        | —                        | Pedro Pablo Pichardo 18,06 m (WL, MR) | —                                  | Konstadínos Filippídis 5,75 m      | David Storl 21,51 m         | —                              | Tero Pitkämäki 88,62 m (WL)      |
| 2 | Shanghai    | Aleksandr Menkov 8,27 m  | —                                     | Mutaz Essa Barshim 2,38 m (WL, MR) | —                                  | —                           | Piotr Malachowski 64,65 m      | —                                |
| 3 | Eugene      | —                        | —                                     | Mutaz Essa Barshim 2,41 m (WL, MR) | Renaud Lavillenie 6,05 m (WL, MR)  | Joe Kovacs 22,12 m          | Piotr Malachowski 65,59 m      | —                                |
| 4 | Rome        | —                        | Pedro Pablo Pichardo 17,96 m (MR)     | —                                  | Renaud Lavillenie 5,91 m           | David Storl 21,46 m         | —                              | Vítězslav Veselý 88,14 m         |
| 5 | Birmingham  | Greg Rutherford 8,35 m   | Christian Taylor 17,40 m              | —                                  | —                                  | —                           | —                              | Julius Yego 91,39 m (AR, WL)     |
| 6 | Oslo        | Greg Rutherford 8,25 m   | —                                     | Zhang Guowei 2,36 m                | —                                  | —                           | Robert Urbanek 63,85 m         | —                                |
| 7 | New York    | —                        | Pedro Pablo Pichardo 17,56 m          | —                                  | —                                  | Joe Kovacs 21,67 m          | —                              | Vítězslav Veselý 83,62 m         |
| 8 | Saint-Denis | Michael Hartfield 8,19 m | —                                     | Daniil Tsyplakov 2,32 m            | Konstadínos Filippídis 5,91 m (NR) | —                           | Piotr Małachowski 65,57 m      | —                                |
| 9 | Lausanne    | —                        | Christian Taylor 18,06 m (CR, MR, PB) | —                                  | Paweł Wojciechowski 5,84 m         | David Storl 22,20 m (MR)    | —                              | Keshorn Walcott 90,16 m (NR, MR) |
| 10 | Monaco      | —                        | Christian Taylor 17,75 m (MR)         | —                                  | Renaud Lavillenie 5,92 m           | Joe Kovacs 22,56 m (CR, MR) | —                              | Tero Pitkämäki 88,87 m           |
| 11 | Londres     | Marquis Dendy 8,38 m     | —                                     | Marco Fassinotti 2,31 m            | —                                  | —                           | Philip Milanov 65,14 m         | —                                |
| 12 | Stockholm   | Greg Rutherford 8,34 m   | —                                     | Jacorian Duffield 2,32 m           | —                                  | —                           | Piotr Malachowski 65,95 m (SB) | —                                |
| 13 | Zurich      | Greg Rutherford 8,32 m   | —                                     | Mutaz Essa Barshim 2,32 m          | —                                  | —                           | Robert Urbanek 65,78 m         | —                                |
| 14 | Bruxelles   | —                        | Christian Taylor 17,59 m              | —                                  | Renaud Lavillenie 5,95 m           | Tomas Walsh 21,39 m         | —                              | Tero Pitkämäki 87,37 m           |
| Records et Performances - AR : Record continental (area record) - CR : Record des championnats (championship record) - MR : Record du meeting (meet record) - NR : Record national (national record) - OR : Record olympique (olympic record) - PR : Record paralympique (paralympic record) - PB : Record personnel (personal best) - SB : Meilleure performance personnelle de la saison (season's best) - WL : Meilleure performance mondiale de l'année (world leader) - WJR : Record du monde junior (world junior record) - WR : Record du monde (world record) Circonstances et Conditions - DNF : N'a pas terminé (did not finish) - DNS : N'a pas pris le départ (did not start) - DQ : Disqualification (disqualification) - NM : Aucun essai valable enregistré (No Mark) - Q : Qualifié « directement » au prochain tour (ou à la prochaine compétition), lors d'une compétition majeure, grâce au classement ou à la réalisation des minima (automatic qualifier) - q : Qualifié au prochain tour (ou à la prochaine compétition), lors d'une compétition majeure, grâce au repêchage ou à la réalisation de l'une des meilleures performances parmi celles des « non qualifiés directement » (grâce au meilleur temps ou à la meilleure distance par exemple) (secondary qualifier) |             |                          |                                       |                                    |                                    |                             |                                |                                  |

### Femmes

#### Courses
| # | Meeting     | 100 m                                    | 200 m                          | 400 m                              | 800 m                         | 1 500 m/Mile                              | 3 000/5 000 m                       | 100 m haies                     | 400 m haies                  | 3 000 m steeple                         |
| 1 | Doha        | —                                        | Allyson Felix 21 s 98 (WL, MR) | Francena McCorory 50 s 21          | —                             | Dawit Seyaum 4 min 0 s 96 (WL)            | —                                   | Jasmin Stowers 12 s 35 (WL, MR) | —                            | Virginia Nyambura 9 min 21 s 51 (WL)    |
| 2 | Shanghai    | Blessing Okagbare 10 s 98                | —                              | —                                  | Eunice Sum 2 min 0 s 28       | —                                         | Almaz Ayana 14 min 14 s 32 (WL, MR) | —                               | Kaliese Spencer 54 s 71 (WL) | —                                       |
| 3 | Eugene      | Shelly-Ann Fraser-Pryce 10 s 81 (WL)     | —                              | —                                  | Eunice Sum 1 min 57 s 82 (WL) | —                                         | Genzebe Dibaba 14 min 19 s 76 (MR)  | —                               | —                            | —                                       |
| 4 | Rome        | —                                        | Jeneba Tarmoh 22 s 77          | Francena McCorory 50 s 36          | —                             | Jenny Simpson 3 min 59 s 31 (WL)          | —                                   | Sharika Nelvis 12 s 52          | —                            | Hyvin Jepkemoi 9 min 15 s 08 (WL)       |
| 5 | Birmingham  | —                                        | Jeneba Tarmoh 22 s 29          | Stephenie McPherson 52 s 14        | —                             | Sifan Hassan 4 min 0 s 30                 | —                                   | Dawn Harper-Nelson 12 s 58      | Kaliese Spencer 54 s 45      | Virginia Nyambura 9 min 24 s 01         |
| 6 | Oslo        | Murielle Ahouré 11 s 03                  | —                              | —                                  | —                             | Laura Muir 4 min 00 s 39 (SB)             | Genzebe Dibaba 14 min 21 s 29       | Jasmin Stowers 12 s 84          | Kaliese Spencer 54 s 15 (WL) | —                                       |
| 7 | New York    | —                                        | Tori Bowie 22 s 23 (SB)        | Francena McCorory 49 s 86 (WL, MR) | Ajee Wilson 1 min 58 s 81     | —                                         | —                                   | —                               | —                            | Hiwot Ayalew 9 min 25 s 26              |
| 8 | Saint-Denis | Shelly-Ann Fraser-Pryce 10 s 74 (WL, MR) | —                              | —                                  | Eunice Sum 1 min 56 s 99 (WL) | —                                         | Genzebe Dibaba 14 min 15 s 41 (MR)  | —                               | Zuzana Hejnová 53 s 76       | —                                       |
| 9 | Lausanne    | —                                        | Allyson Felix 22 s 09          | Shaunae Miller 49 s 92             | —                             | Sifan Hassan 4 min 2 s 36                 | —                                   | Dawn Harper-Nelson 12 s 55      | —                            | Virginia Nyambura 9 min 16 s 99 (MR)    |
| 10 | Monaco      | —                                        | Candyce McGrone 22 s 08        | Francena McCorory 49 s 83 (WL)     | —                             | Genzebe Dibaba 3 min 50 s 07 (WR)         | —                                   | Sharika Nelvis 12 s 46          | —                            | Habiba Ghribi 9 min 11 s 28 (WL, MR)    |
| 11 | Londres     | Dafne Schippers 10 s 92 (NR)             | —                              | —                                  | Eunice Sum 1 min 58 s 44      | —                                         | Mercy Cherono 14 min 54 s 81        | —                               | Zuzana Hejnová 53 s 99       | —                                       |
| 12 | Stockholm   | Shelly-Ann Fraser-Pryce 10 s 93          | —                              | —                                  | Renelle Lamote 1 min 59 s 91  | —                                         | Katie Mackey 8 min 52 s 99          | —                               | Zuzana Hejnová 54 s 37       | —                                       |
| 13 | Zurich      | Shelly-Ann Fraser-Pryce 10 s 93          | —                              | —                                  | Eunice Sum 1 min 59 s 14      | —                                         | Almaz Ayana 8 min 22 s 34 (MR)      | —                               | Zuzana Hejnová 54 s 74       | —                                       |
| 14 | Bruxelles   | —                                        | Dafne Schippers 22 s 12        | Shaunae Miller 50 s 48             | —                             | Faith Kipyegon 4 min 16 s 71 (AR, WL, MR) | —                                   | Dawn Harper-Nelson 12 s 63      | —                            | Habiba Ghribi 9 min 5 s 36 (AR, WL, MR) |
| Records et Performances - AR : Record continental (area record) - CR : Record des championnats (championship record) - MR : Record du meeting (meet record) - NR : Record national (national record) - OR : Record olympique (olympic record) - PR : Record paralympique (paralympic record) - PB : Record personnel (personal best) - SB : Meilleure performance personnelle de la saison (season's best) - WL : Meilleure performance mondiale de l'année (world leader) - WJR : Record du monde junior (world junior record) - WR : Record du monde (world record) Circonstances et Conditions - DNF : N'a pas terminé (did not finish) - DNS : N'a pas pris le départ (did not start) - DQ : Disqualification (disqualification) - NM : Aucun essai valable enregistré (No Mark) - Q : Qualifié « directement » au prochain tour (ou à la prochaine compétition), lors d'une compétition majeure, grâce au classement ou à la réalisation des minima (automatic qualifier) - q : Qualifié au prochain tour (ou à la prochaine compétition), lors d'une compétition majeure, grâce au repêchage ou à la réalisation de l'une des meilleures performances parmi celles des « non qualifiés directement » (grâce au meilleur temps ou à la meilleure distance par exemple) (secondary qualifier) |             |                                          |                                |                                    |                               |                                           |                                     |                                 |                              |                                         |

#### Concours
| # | Meeting     | Saut en longueur              | Triple saut               | Saut en hauteur             | Saut à la perche                       | Lancer du poids             | Lancer du disque        | Lancer du javelot               |
| 1 | Doha        | Tianna Bartoletta 6,99 m (WL) | —                         | Airinė Palšytė 1,94 m       | —                                      | —                           | Sandra Perković 68,10 m | —                               |
| 2 | Shanghai    | —                             | Caterine Ibargüen 14,85 m | —                           | Nikoleta Kiriakopoulou 4,73 m (WL)     | Lijiao Gong 20,23 m (WL)    | —                       | Lu Huihui 64,08 m (MR)          |
| 3 | Eugene      | Tianna Bartoletta 7,11 m      | Caterine Ibargüen 15,18 m | —                           | —                                      | —                           | —                       | Christina Obergföll 63,07 m     |
| 4 | Rome        | Darya Klishina 6,89 m         | —                         | Ruth Beitia 2,00 m (WL)     | —                                      | —                           | Sandra Perković 67,92 m | —                               |
| 5 | Birmingham  | —                             | —                         | Kamila Lićwinko 1,97 m      | Fabiana Murer 4,72 m                   | Christina Schwanitz 19,68 m | Sandra Perković 69,23 m | —                               |
| 6 | Oslo        | —                             | Caterine Ibargüen 14,68 m | —                           | —                                      | Christina Schwanitz 20,14 m | —                       | Marharyta Dorozhon 64,56 m (NR) |
| 7 | New York    | Christabel Nettey 6,92 m (MR) | —                         | Ruth Beitia 1,97 m (MR)     | Fabiana Murer 4,80 m (SB)              | —                           | Sandra Perkovic 68,44 m | —                               |
| 8 | Saint-Denis | —                             | Caterine Ibargüen 14,87 m | —                           | Nikoléta Kiriakopoúlou 4,83 m (WL, NR) | Christina Schwanitz 20,31 m | —                       | Barbora Špotáková 64,42 m       |
| 9 | Lausanne    | Tianna Bartoletta 6,86 m      | —                         | Anna Chicherova 2,03 m (WL) | —                                      | —                           | Yaime Pérez 67,13 m     | —                               |
| 10 | Monaco      | Ivana Španović 6,87 m         | —                         | Mariya Kuchina 2,00 m       | —                                      | —                           | Sandra Perković 66,80 m | —                               |
| 11 | Londres     | —                             | Olga Rypakova 14,33 m     | —                           | Nikoléta Kiriakopoúlou 4,79 m          | Michelle Carter 19,74 m     | —                       | Madara Palameika 65,01 m        |
| 12 | Stockholm   | —                             | Caterine Ibargüen 14,69 m | —                           | Yarisley Silva 4,81 m                  | Christina Schwanitz 20,13 m | —                       | Barbora Špotáková 65,66 m (SB)  |
| 13 | Zurich      | Ivana Španović 7,02 m (NR)    | —                         | —                           | Nikoléta Kiriakopoúlou 4,77 m          | Christina Schwanitz 19,91 m | —                       | Barbora Špotáková 64,31 m       |
| 14 | Bruxelles   | —                             | Caterine Ibarguen 14,60 m | Mariya Kuchina 2,01 m (=PB) | —                                      | —                           | Sandra Perković 67,50 m | —                               |
| Records et Performances - AR : Record continental (area record) - CR : Record des championnats (championship record) - MR : Record du meeting (meet record) - NR : Record national (national record) - OR : Record olympique (olympic record) - PR : Record paralympique (paralympic record) - PB : Record personnel (personal best) - SB : Meilleure performance personnelle de la saison (season's best) - WL : Meilleure performance mondiale de l'année (world leader) - WJR : Record du monde junior (world junior record) - WR : Record du monde (world record) Circonstances et Conditions - DNF : N'a pas terminé (did not finish) - DNS : N'a pas pris le départ (did not start) - DQ : Disqualification (disqualification) - NM : Aucun essai valable enregistré (No Mark) - Q : Qualifié « directement » au prochain tour (ou à la prochaine compétition), lors d'une compétition majeure, grâce au classement ou à la réalisation des minima (automatic qualifier) - q : Qualifié au prochain tour (ou à la prochaine compétition), lors d'une compétition majeure, grâce au repêchage ou à la réalisation de l'une des meilleures performances parmi celles des « non qualifiés directement » (grâce au meilleur temps ou à la meilleure distance par exemple) (secondary qualifier) |             |                               |                           |                             |                                        |                             |                         |                                 |

## Classements
Chaque épreuve donne lieu à des points attribués en fonction des performances : 4 points pour le premier, 2 points pour le deuxième et 1 point pour le troisième, les points étant doublés lors de la finale.

### Hommes
- Classement définitif[4]

| Rang | Athlète       | Points |
| ---- | ------------- | ------ |
|      | Justin Gatlin | 20     |
| 2    | Jimmy Vicaut  | 7      |
| 3    | Mike Rodgers  | 5      |
| 4    | Femi Ogunode  | 4      |
| 4    | Asafa Powell  | 4      |
| 6    | Nesta Carter  | 1      |

| Rang | Athlète         | Points |
| ---- | --------------- | ------ |
|      | Alonso Edward   | 16     |
| 2    | Anaso Jobodwana | 11     |
| 3    | Rasheed Dwyer   | 4      |
| 4    | Nickel Ashmeade | 2      |
| 5    | Isiah Young     | 1      |

| Rang | Athlète           | Points |
| ---- | ----------------- | ------ |
|      | Kirani James      | 14     |
| 2    | LaShawn Merritt   | 11     |
| 3    | Wayde van Niekerk | 10     |
| 4    | Steven Gardiner   | 4      |
| 5    | David Verburg     | 3      |
| 6    | Luguelín Santos   | 2      |

| Rang | Athlète               | Points |
| ---- | --------------------- | ------ |
|      | Nijel Amos            | 16     |
| 2    | Adam Kszczot          | 10     |
| 3    | Amel Tuka             | 6      |
| 4    | Mohammed Aman         | 4      |
| 5    | Pierre-Ambroise Bosse | 1      |
| 5    | Alfred Kipketer       | 1      |

| Rang | Athlète         | Points |
| ---- | --------------- | ------ |
|      | Asbel Kiprop    | 17     |
| 2    | Silas Kiplagat  | 10     |
| 3    | Elijah Manangoi | 4      |
| 4    | Robert Biwott   | 2      |
| 4    | Jakub Holuša    | 2      |
| 6    | Ronald Kwemoi   | 1      |

| Rang | Athlète           | Points |
| ---- | ----------------- | ------ |
|      | Yomif Kejelcha    | 14     |
| 2    | Hagos Gebrhiwet   | 9      |
| 3    | Thomas Longosiwa  | 5      |
| 4    | Caleb Ndiku       | 4      |
| 4    | Ben True          | 4      |
| 6    | Isiah Koech       | 3      |
| 7    | Yenew Alamirew    | 2      |
| 7    | Abdalaati Iguider | 2      |

| Rang | Athlète             | Points |
| ---- | ------------------- | ------ |
|      | Jairus Birech       | 20     |
| 2    | Paul Kipsiele Koech | 12     |
| 3    | Conseslus Kipruto   | 9      |
| 4    | Evan Jager          | 4      |
| 4    | Ezekiel Kemboi      | 4      |
| 6    | Brahim Taleb        | 2      |

| Rang | Athlète                 | Points |
| ---- | ----------------------- | ------ |
|      | David Oliver            | 16     |
| 2    | Orlando Ortega          | 12     |
| 3    | Sergueï Choubenkov      | 11     |
| 4    | Pascal Martinot-Lagarde | 6      |
| 4    | Jason Richardson        | 6      |
| 6    | Garfield Darien         | 1      |

| Rang | Athlète             | Points |
| ---- | ------------------- | ------ |
|      | Bershawn Jackson    | 18     |
| 2    | Johnny Dutch        | 9      |
| 2    | Jeffery Gibson      | 9      |
| 4    | Louis Jacob van Zyl | 4      |
| 5    | Kariem Hussein      | 2      |
| 6    | Thomas Barr         | 1      |

| Rang | Athlète            | Points |
| ---- | ------------------ | ------ |
|      | Mutaz Essa Barshim | 16     |
| 2    | Zhang Guowei       | 12     |
| 3    | Bohdan Bondarenko  | 11     |
| 4    | JaCorian Duffield  | 6      |
| 4    | Daniil Tsyplakov   | 6      |
| 6    | Gianmarco Tamberi  | 1      |
| 6    | Donald Thomas      | 1      |

| Rang | Athlète                | Points |
| ---- | ---------------------- | ------ |
|      | Renaud Lavillenie      | 21     |
| 2    | Konstadinos Filippidis | 12     |
| 3    | Shawnacy Barber        | 4      |
| 3    | Sam Kendricks          | 4      |
| 3    | Paweł Wojciechowski    | 4      |

| Rang | Athlète          | Points |
| ---- | ---------------- | ------ |
|      | Greg Rutherford  | 21     |
| 2    | Marquis Dendy    | 10     |
| 3    | Mike Hartfield   | 8      |
| 4    | Aleksandr Menkov | 5      |
| 5    | Fabrice Lapierre | 3      |

| Rang | Athlète          | Points |
| ---- | ---------------- | ------ |
|      | Christian Taylor | 22     |
| 2    | Pedro Pichardo   | 20     |
| 3    | Omar Craddock    | 3      |
| 4    | Lyukman Adams    | 2      |
| 4    | Alexis Copello   | 2      |

| Rang | Athlète          | Points |
| ---- | ---------------- | ------ |
|      | Joe Kovacs       | 16     |
| 2    | David Storl      | 14     |
| 3    | Thomas Walsh     | 9      |
| 4    | Reese Hoffa      | 4      |
| 4    | O'Dayne Richards | 4      |

| Rang | Athlète           | Points |
| ---- | ----------------- | ------ |
|      | Piotr Małachowski | 21     |
| 2    | Robert Urbanek    | 19     |
| 3    | Philip Milanov    | 6      |
| 4    | Gerd Kanter       | 3      |
| 5    | Vikas Gowda       | 2      |

| Rang | Athlète          | Points |
| ---- | ---------------- | ------ |
|      | Tero Pitkämäki   | 17     |
| 2    | Vítězslav Veselý | 15     |
| 3    | Keshorn Walcott  | 8      |
| 4    | Julius Yego      | 6      |
| 5    | Thomas Röhler    | 4      |
| 6    | Jakub Vadlejch   | 1      |

### Femmes
- Classement définitif[5]

| Rang | Athlète                 | Points |
| ---- | ----------------------- | ------ |
|      | Shelly-Ann Fraser-Pryce | 20     |
| 2    | Blessing Okagbare       | 12     |
| 3    | Tori Bowie              | 7      |
| 4    | Veronica Campbell-Brown | 2      |
| 5    | Michelle-Lee Ahye       | 1      |
| 5    | Natasha Morrison        | 1      |

| Rang | Athlète         | Points |
| ---- | --------------- | ------ |
|      | Allyson Felix   | 14     |
| 2    | Dafne Schippers | 12     |
| 3    | Jeneba Tarmoh   | 9      |
| 4    | Candyce McGrone | 4      |
| 5    | Elaine Thompson | 2      |

| Rang | Athlète                 | Points |
| ---- | ----------------------- | ------ |
|      | Francena McCorory       | 20     |
| 2    | Shaunae Miller          | 14     |
| 3    | Stephenie Ann McPherson | 12     |
| 4    | Christine Day           | 1      |
| 4    | Natasha Hastings        | 1      |
| 4    | Novlene Williams-Mills  | 1      |

| Rang | Athlète             | Points |
| ---- | ------------------- | ------ |
|      | Eunice Jepkoech Sum | 24     |
| 2    | Lynsey Sharp        | 7      |
| 3    | Renelle Lamote      | 4      |
| 4    | Rose Mary Almanza   | 2      |
| 4    | Sifan Hassan        | 2      |
| 4    | Fabienne Kohlmann   | 2      |
| 4    | Brenda Martinez     | 2      |

| Rang | Athlète          | Points |
| ---- | ---------------- | ------ |
|      | Sifan Hassan     | 18     |
| 2    | Faith Kipyegon   | 12     |
| 3    | Dawit Seyaum     | 6      |
| 4    | Jennifer Simpson | 5      |
| 5    | Shannon Rowbury  | 3      |

| Rang | Athlète        | Points |
| ---- | -------------- | ------ |
|      | Genzebe Dibaba | 16     |
| 2    | Almaz Ayana    | 14     |
| 3    | Mercy Cherono  | 5      |
| 3    | Senbere Teferi | 5      |
| 5    | Viola Kibiwot  | 3      |

| Rang | Athlète         | Points |
| ---- | --------------- | ------ |
|      | Virginia Nganga | 15     |
| 2    | Hyvin Jepkemoi  | 13     |
| 3    | Habiba Ghribi   | 12     |
| 4    | Hiwot Ayalew    | 9      |
| 5    | Sofia Assefa    | 2      |

| Rang | Athlète        | Points |
| ---- | -------------- | ------ |
|      | Dawn Harper    | 18     |
| 2    | Sharika Nelvis | 14     |
| 3    | Jasmin Stowers | 12     |
| 4    | Tiffany Porter | 3      |

| Rang | Athlète             | Points |
| ---- | ------------------- | ------ |
|      | Zuzana Hejnová      | 22     |
| 2    | Kaliese Spencer     | 12     |
| 3    | Sara Slott Petersen | 8      |
| 4    | Georganne Moline    | 6      |
| 5    | Cassandra Tate      | 5      |

| Rang | Athlète         | Points |
| ---- | --------------- | ------ |
|      | Ruth Beitia     | 14     |
| 2    | Mariya Kuchina  | 13     |
| 3    | Anna Chicherova | 10     |
| 4    | Kamila Lićwinko | 5      |
| 5    | Erika Kinsey    | 1      |
| 5    | Isobel Pooley   | 1      |

| Rang | Athlète                | Points |
| ---- | ---------------------- | ------ |
|      | Nikoleta Kyriakopoulou | 24     |
| 2    | Fabiana Murer          | 14     |
| 3    | Yarisley Silva         | 11     |
| 4    | Anzhelika Sidorova     | 5      |
| 5    | Ekateríni Stefanídi    | 3      |

| Rang | Athlète           | Points |
| ---- | ----------------- | ------ |
|      | Tianna Bartoletta | 20     |
| 2    | Ivana Španović    | 12     |
| 3    | Shara Proctor     | 9      |
| 4    | Christabel Nettey | 8      |
| 5    | Darya Klishina    | 4      |

| Rang | Athlète                 | Points |
| ---- | ----------------------- | ------ |
|      | Caterine Ibargüen       | 28     |
| 2    | Olga Rypakova           | 7      |
| 3    | Ekaterina Koneva        | 6      |
| 4    | Hanna Knyazyeva-Minenko | 5      |
| 5    | Kimberly Williams       | 3      |

| Rang | Athlète             | Points |
| ---- | ------------------- | ------ |
|      | Christina Schwanitz | 26     |
| 2    | Michelle Carter     | 13     |
| 3    | Anita Márton        | 3      |
| 4    | Tia Brooks          | 2      |
| 5    | Brittany Smith      | 1      |

| Rang | Athlète              | Points |
| ---- | -------------------- | ------ |
|      | Sandra Perković      | 30     |
| 2    | Yaime Pérez          | 7      |
| 3    | Denia Caballero      | 5      |
| 4    | Nadine Müller        | 4      |
| 5    | Mélina Robert-Michon | 2      |

| Rang | Athlète             | Points |
| ---- | ------------------- | ------ |
|      | Barbora Špotáková   | 19     |
| 2    | Sunette Viljoen     | 7      |
| 3    | Madara Palameika    | 5      |
| 4    | Elizabeth Gleadle   | 4      |
| 4    | Lü Huihui           | 4      |
| 4    | Christina Obergföll | 4      |